# Sharpsburg (Maryland)
Sharpsburg is een plaats (town) in de Amerikaanse staat Maryland, en valt bestuurlijk gezien onder Washington County.

## Geschiedenis

### Amerikaanse Burgeroorlog
Rond de plaats Sharpville vond op 17 september 1862 de Slag bij Antietam plaats, ook wel de Slag bij Sharpsburg genoemd.

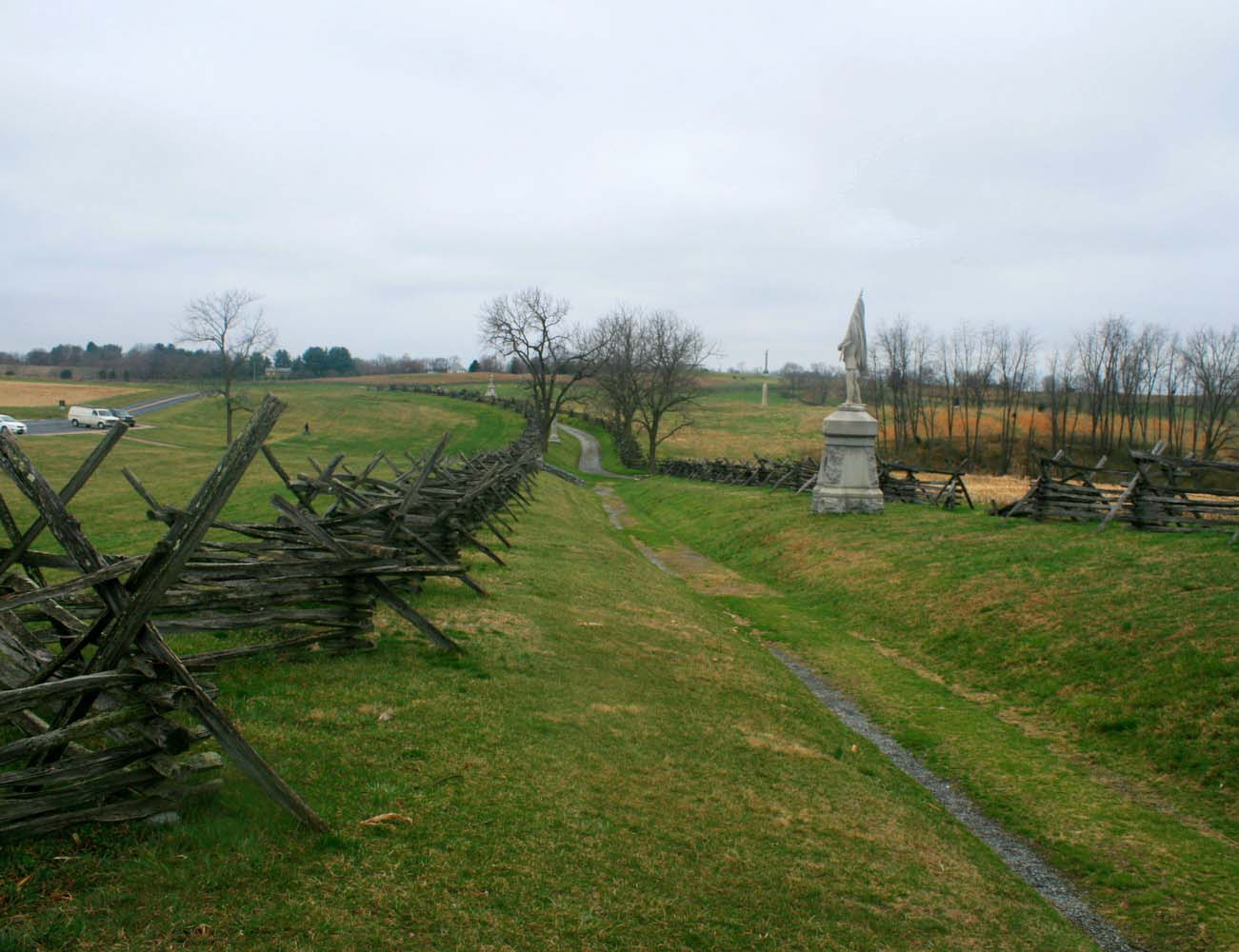
Sunken road
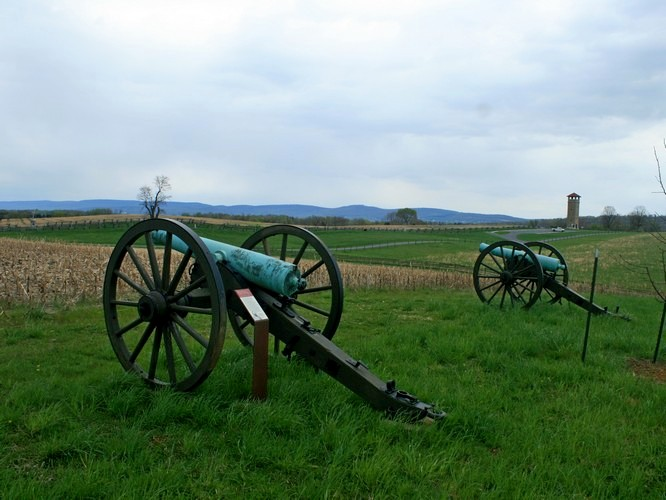
Kanonnen op het slagveld

## Demografie
Bij de volkstelling in 2000 werd het aantal inwoners vastgesteld op 691.
In 2006 is het aantal inwoners door het United States Census Bureau geschat op 665, een daling van 26 (-3,8%).

## Geografie
Volgens het United States Census Bureau beslaat de plaats een oppervlakte van
0,6 km², geheel bestaande uit land.

## Plaatsen in de nabije omgeving
De onderstaande figuur toont nabijgelegen plaatsen in een straal van 16 km rond Sharpsburg.